# Avis-Blättlein

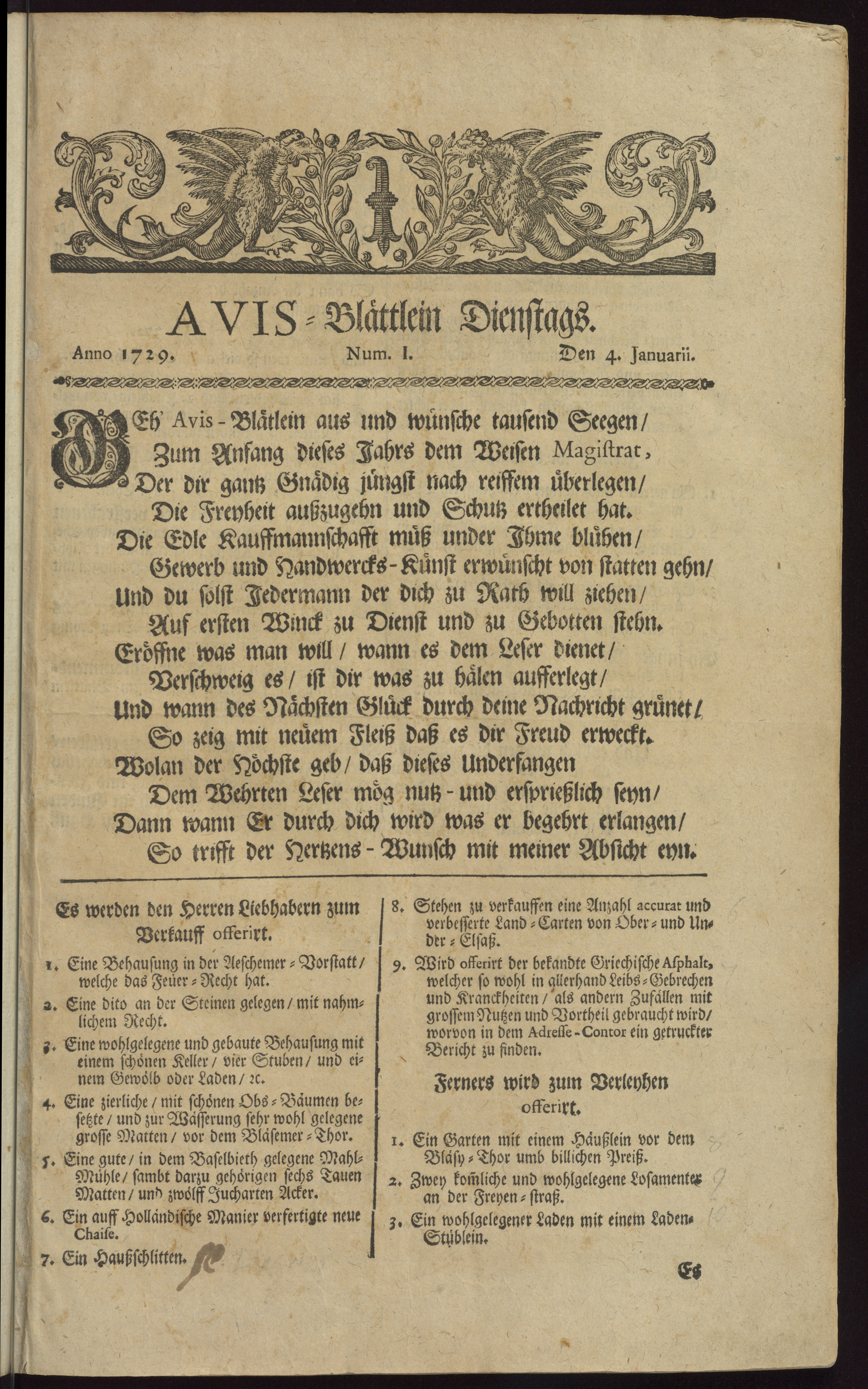
Titelseite der Erstausgabe des Avis-Blättleins vom 4. Januar 1729.

Das Avis-Blättlein war ein wöchentlich erscheinendes Anzeigenblatt, das unter wechselnden Titeln von 1729 bis 1845 in Basel veröffentlicht wurde und als das erste Intelligenzblatt der Schweiz gilt. Ein Intelligenzblatt war im 18. Jahrhundert eine frühe Form von Anzeigenzeitung, ursprünglich entstanden aus den gedruckten Listen der sogenannten Adresse-Comptoirs – also Vermittlungsbüros für Arbeitsplätze, verlorene Gegenstände, Immobilien, Wohnungen und Gebrauchtwaren.

## Geschichte
Das Avis-Blättlein in Basel veröffentlichte neben Kauf- und Verkaufsangeboten auch Lebensmittelpreise, Postkurse sowie Meldungen über Todesfälle, Eheschliessungen und Geburten.
Basel gehörte seit der Reformation zu den bedeutendsten Druckzentren Mitteleuropas und spielte eine zentrale Rolle in der Entwicklung der frühen Presse- und Informationslandschaften.
1728 erhielt der Basler Johann Burckhardt die Erlaubnis, in seiner Stadt ein sogenanntes Berichthaus zu eröffnen. Dort konnten sich Interessierte mithilfe eines gedruckten Wochenblatts über Kauf- und Verkaufsmöglichkeiten, Mietangebote, Kost und Logis sowie Dienstleistungen informieren. In der Schweiz wurden solche Adressbüros häufig als Berichthäuser bezeichnet.
Die erste Ausgabe des Avis-Blättleins erschien am 4. Januar 1729 in Basel. Zunächst erschien das Blatt dienstags, ab 1742 unter neuem Titel regelmässig mittwochs.
Das Basler Anzeigenblatt erschien im Laufe seiner Geschichte unter verschiedenen Titeln:
- Avis-Blättlein (1729–1732)
- Hoch-Obrigkeitlich privilegiertes Donnerstag-Wochenblättlein (1733–1749)
- Wöchentliche Nachrichten aus dem Berichthaus zu Basel (1750–1840)
- Avis-Blatt Basel (1841–März 1845)[6]

Aus dem Avis-Blatt Basel entwickelte sich ab 1845 das Allgemeine Intelligenzblatt der Stadt Basel, aus dem später die Basler Nachrichten hervorgingen. Intelligenzblätter wie das Avis-Blättlein sind nicht mit modernen Gratiszeitungen oder Anzeigenblättern gleichzusetzen.

## Funktion und Bedeutung
Im frühen 18. Jahrhundert entstand in den Städten Mitteleuropas eine neue Art von Zeitung, die den privaten und geschäftlichen Austausch organisierte. Menschen konnten Anzeigen für den Verkauf von Gegenständen, Stellenangebote, Wohnungsgesuche oder Kreditanfragen veröffentlichen. Auch Geschäfte und Dienstleistungen wurden beworben. Diese Anzeigenblätter schufen eine mediale Öffentlichkeit, die es Bürgern erstmals ermöglichte, Preise, Dienstleistungen und Angebote verschiedener Anbieter zu vergleichen – eine Funktion, die im Voreisenbahnzeitalter sonst nur durch aufwendige persönliche Reisen erfüllbar war.
Das Basler Avis-Blättlein war ein frühes Beispiel für diese Entwicklung. Als Zeitung für Handels- und Kleinanzeigen bot es der städtischen Gesellschaft eine neue Möglichkeit, Waren, Dienstleistungen und Informationen auszutauschen. Es entstand in einer Zeit, in der sich das Wirtschaftsleben durch zunehmende handwerkliche Produktion, wachsenden Handel und eine engere Vernetzung der Märkte wandelte. Das Avis-Blättlein unterstützte diesen Prozess, indem es private und geschäftliche Kontakte sichtbar machte und erleichterte.

## Inhalt und Rubriken
Die im Avis-Blättlein veröffentlichten Annoncen dienten primär der Verkaufs- und Arbeitsvermittlung, dem Vermieten von Immobilien sowie der Anzeige verlorener und gefundener Gegenstände. Innerhalb der Rubriken wurden die Anzeigen fortlaufend nummeriert, wobei bei Wiederholungen keine neue Nummer vergeben wurde.
Die Ausgaben des Avis-Blättleins und der Folgetitel waren durchgehend in Rubriken gegliedert. Die Einteilung blieb über die Jahre weitgehend stabil, insbesondere sieben Hauptkategorien dominierten:
- Verkaufsangebote
- Kaufgesuche
- Verleihofferten
- Leihgesuche
- Stellenanzeigen und Dienstleistungen
- Verlorene und gefundene Gegenstände
- Allerhand Nachrichten

Ab 1837 kam es zu einer stärkeren Differenzierung und Ausweitung des Rubrikensystems.

## Das Berichthaus als Vermittlungsstelle
Das Berichthaus diente nicht nur dem Handel mit Waren, sondern auch der Suche nach vermissten Personen. Dazu kooperierte es mit anderen Berichthäusern in Zürich, Bern, St. Gallen und Schaffhausen.

## Digitalisierung
Im Rahmen des vom Schweizerischen Nationalfonds geförderten Projekts Märkte auf Papier. Informationen, Daten und Nachrichten im Basler «Avisblatt», 1729–1844 wurden sämtliche Ausgaben des Avis-Blättleins und der Folgetitel von 1729 bis 1844 digitalisiert. Insgesamt wurden 6626 Ausgaben mit rund 862'000 Einzelanzeigen und Mitteilungen aufbereitet. Mithilfe einer eigens entwickelten, wörterbuchbasierten Methode (dynamic tagging) konnten die Inhalte systematisch ausgewertet werden.